# 血腥+馬利各話標題列表
血腥+馬利各話標題列表為《血腥+馬利》各話標題的列表。

## 血腥+馬利
| - BLOOD+1 尋求死亡的吸血鬼（） - BLOOD+2 渴望生存的神父（） - BLOOD+3 黑衣的訪問者（） - BLOOD+4 密約之門（） | - 後記（） |

| - BLOOD+5 虛構的傀儡（） - BLOOD+6 死亡招待券（） - BLOOD+7 背德的劇本（） - BLOOD+8 沉睡於幻影（） | - 後記（） - 月刊ASUKA×橫濱Walker合作漫畫（） - Ani散步（） - Cosplay才不可怕！（） |

| - BLOOD+9 追憶（） - BLOOD+10 邂逅的結局（） - BLOOD+11 被擲出的骰子（） - BLOOD+12 即將開始的預感（） | - 後記（） |

| - BLOOD+13 鎮魂歌Ⅰ（） - BLOOD+14 鎮魂歌Ⅱ（） - BLOOD+15 鎮魂歌Ⅲ（） - BLOOD+16 真實和幻想（） | - 外套的故事（） - 後記（） |

| - BLOOD+17 秘密（） - BLOOD+18 渴望黃昏（） - BLOOD+19 謊言和愛（） - BLOOD+20 彷徨（） | - 外套的故事 那之後（） - 名字的故事（） - 床鋪的故事（） - 後記（） - 如果Mary是江戶吉原的藝妓 看看他是否能夠順利去死（） |

| - BLOOD+21 吸血鬼的亡靈（） - BLOOD+22 罪與贖罪（） - BLOOD+23 花燭（） - BLOOD+24 然後我一個人（） | - 400年前的故事（） - 痛楚的故事（） - 後記（） |

| - BLOOD+25 盛宴的主人（） - BLOOD+26 航向遠方的忘卻（） - BLOOD+27 不認識的臉（） - BLOOD+28 陽炎（） | - 後記（） |

### 單行本尚未收錄的話數
以下幾話的單行本還未出版。
- BLOOD+29 有你在的世界
- BLOOD+30 懺悔
- BLOOD+31 月光
- BLOOD+32 渾身浴血的吸血鬼
- 第33話尚未刊登[6]。

## 註腳

### 出處
1. ↑  . 博客來.   [2015-12-25]. （原始内容存档于2020-06-08） （中文（繁體））.
2. ↑  . 博客來.   [2015-12-25]. （原始内容存档于2020-06-08） （中文（繁體））.
3. ↑  . 博客來.   [2015-12-25]. （原始内容存档于2020-06-08） （中文（繁體））.
4. ↑  . 博客來.   [2015-12-25]. （原始内容存档于2020-06-08） （中文（繁體））.
5. ↑  . 博客來.   [2015-12-25]. （原始内容存档于2020-06-08） （中文（繁體））.
6. ↑  . 月刊ASUKA.   [2015-12-25]. （原始内容存档于2018-06-01） （日语）.